# Финцицкий, Михай
Михай Финцицкий (венг. Fincicky Mihály; *22 сентября 1842, село Унгчепель, комитат Унг, Австрийская империя (ныне Вельке-Капушаны, Кошицкий край Словакии) — †27 января 1916, Унгвар) — адвокат, литератор-переводчик, собиратель народных песен и сказок, многолетний мэр Унгвара.

## Биография
Родился в венгерской семье в деревушке Унгчепель комитата Унг, которая уже в 1914 году стала частью города Вельке-Капушаны (ныне это улица Чепель). Учился в Пряшеве, в Эгере, в Унгварской гимназии, затем в Будапештском университете, где в 1867 году получил диплом юриста. В Будапеште дебютировал как литератор и переводчик русской литературы, печатался в журнале Pesti Hölgyi Divatlap. Вернувшись в Унгвар, занялся адвокатской практикой. В 1880 году избран мэром Унгвара и с одним перерывом оставался на этом посту аж до смерти. Погребен в Ужгороде, а на улице Духновича, д. 23, еще сохранился скромный одноэтажный дом семьи Финцицких.
Михай Финцицкий входит в число известных горожан Вельких-Капушан и Ужгорода.

## Основные работы

### Этнографические сборники
Михай Финцицкий оставил по себе добрую память у русин. Еще в молодые годы, главным образом в 1860-х, он организовал энтузиастов в деле собирания русинского фольклора. С их помощью были собраны 92 русинские сказки и 339 песен. Песни были опубликованы (в переводе на венгерский) уже в 1870 году. В последние годы своей жизни он отобрал и перевел для публикации 40 лучших русинских сказок, но при жизни ему не удалось их опубликовать. Эти сказки были опубликованы в Будапеште в 1970 году (A vasorrú indzsibaba), в украинском переводе — в Ужгороде в 1974 и 1975 (Таємниця скляної гори), по русински  в форме интернет-книги в 2016 году (Угро-руськы народны казкы). Оригиналы собрания Финцицкого поныне не найдены.

### Литературные переводы
В 1871 году издал двутомник своих переводов Orosz beszélyek (Русские рассказы). Кроме широко известных авторов (Пушкин, Тургенев), Финцицкий представил венгерскому читателю неизвестных дотоле литераторов (Батюшков, Вяземский, Давыдов, Державин, Жуковский, Крылов, Ломоносов).
Финцицкий в незначительном объеме переводил также словацкий и румынский фольклор.
Заслуживает внимания в аспекте этнографии его работа Комитат Унг (Ung vármegye), которая вошла в  XVIII том энциклопедии Австро-Венгерская Монархия в описаниях и картинках (Az Osztrák-Magyar Monarchia Írásban és Képben), изданный в 1900 году.

## Публикации Михая Финцицкого
- Fincicky Mihály: Magyar-orosz népdalok. Pest, 1870.
- Fincicky Mihály: A vasorrú indzsibaba. Kárpát-ukrajnai népmesék. Ortutay Gyula utószavával, Budapest, 1970.
- Таємниця скляної гори. Закарпатські народні казки, зібрані Михайлом Фінцицьким. Вид. «Карпати», Ужгород, 1974. (автозагрузка)
- Угро-руськы народны казкы. Зберька М. Финцицкого. Русинська Веб-книга. 2016.